# Municipio de Dunns Rock
El municipio de Dunns Rock (en inglés: Dunns Rock Township) es un municipio ubicado en el  condado de Transilvania en el estado estadounidense de Carolina del Norte. En el año 2010 tenía una población de 4.877 habitantes.

## Geografía
El municipio de Dunns Rock se encuentra ubicado en las coordenadas 35°12′25.41″N 82°42′44.45″O / 35.2070583, -82.7123472.